# 熊崇拜

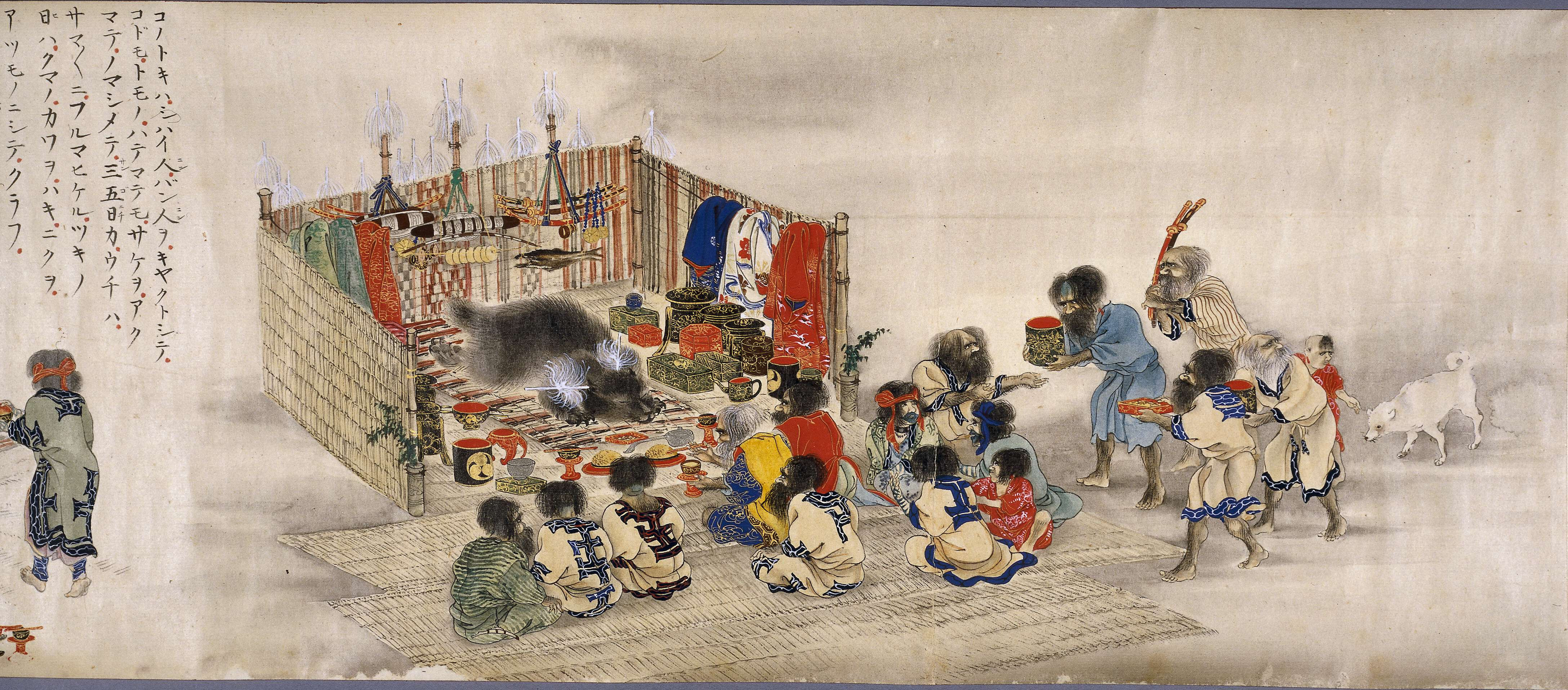
阿伊努人的熊祭

熊崇拜是广泛存在于北美和歐亞大陸北部很多民族中的文化现象。阿伊努人、尼夫赫人、薩米人和接受基督教前的芬蘭人和巴斯克人均有熊崇拜的记录。熊被視為他們的圖騰，或向他們獻身的神的使者，熊按一定儀式食用和埋葬，象徵把牠送回天國。